# Estádio do Mar
L'Estádio do Mar és un estadi multiusos a Matosinhos, Portugal. S'utilitza principalment per a partits de futbol i és l'estadi local del Leixões SC. L'estadi té una capacitat de 6.798 persones i va ser construït el 1963 i inaugurat l'1 de gener de 1964 amb un partit contra el SL Benfica, que va guanyar per 4-0.
L'estadi és comunicat amb l'Estació de l'Estádio do Mar a la línia A del Metro de Porto.